# George Washington DeLong

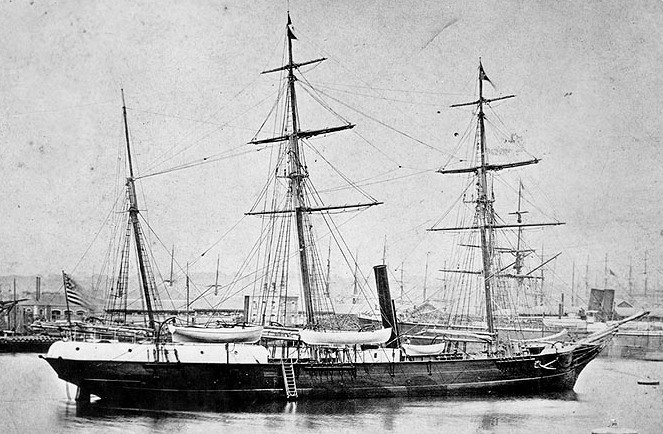
El USS Jeannette, el barco con el que DeLong quería alcanzar el Polo Norte.

George Washington DeLong (22 de agosto de 1844 - 31 de octubre de 1881) fue un oficial de la Marina de los Estados Unidos y un malhadado explorador polar que falleció en el ártico siberiano. 

## Biografía
Nacido en Nueva York, fue educado en la Academia Naval de los Estados Unidos, en Annapolis, Maryland. 

### El viaje al Polo
James Gordon Bennett, Jr., el dueño del periódico New York Herald, era un entusiasta del Ártico, y había obtenido la cooperación y la asistencia del gobierno en el acondicionamiento de una expedición al Polo Norte a través del estrecho de Bering. En marzo de 1878, el Congreso autorizó a los oficiales de la Marina de los Estados Unidos a realizar el viaje, y el teniente DeLong, acompañó a Bennett a Europa para seleccionar un barco. Eligieron el HMS Pandora, una cañonera de la Royal Navy botada en 1859, que ya antes había sido adquirida en 1875 por Sir Allan Young también para sus viajes al Ártico. El barco fue rebautizado como el Jeannette y DeLong navegó desde Le Havre a San Francisco, California, durante el verano y el otoño de 1878. 
En el Astillero Naval de Isla Mare, el Jeannette fue equipado con nuevas calderas y otros equipos y su casco fue reforzado masivamente para permitir navegar en la banquisa ártica. El USS Jeannette iba a navegar bajo las órdenes de la Armada y con sujeción a las leyes y la disciplina naval, aunque era de propiedad privada. La tripulación constaba de 30 oficiales y soldados y 3 civiles. El buque tenía el último equipo científico y, además, de alcanzar el Polo, entre la lista de objetivos figuraba la realización de numerosas observaciones científicas.

### El viaje al Ártico
La Jeannette salió de San Francisco el 8 de julio de 1879, con la misión adicional del Secretario de la Marina de buscar otra expedición polar desaparecida desde hacía mucho tiempo, la del Vega. El barco se dirigió rumbo norte, en dirección al Norton Sound, en Alaska y envió su última comunicación a Washington D. C. el 27 de agosto, desde bahía de San Lawrence (Siberia), poco antes de cruzar el estrecho de Bering.
El buque navegó a través del mar de Chukchi y avistó la isla de Herald el 4 de septiembre. Poco después, quedó atrapado en la banquisa cerca de la isla de Wrangel. Los siguientes 21 meses, la robusta Jeannette fue a la deriva hacia el noroeste, cada vez más cerca de la meta de DeLong, el Polo Norte. DeLong describió en su diario los importantes registros científicos efectuados en el viaje:

Se lleva un registro completo meteorológico, se toman sondeos, se hacen observaciones astronómicas y se calculan las posiciones, la depresión y la declinación de las agujas es observada y anotada... todo lo que podemos hacer es hecho lo más fielmente, tan estricta y matemáticamente como si estuviéramos en el Polo mismo, o como si la vida de millones de personas dependiera de nuestra adhesión a la rutina.
DeLong.

En mayo de 1881 descubrieron y nombraron dos nuevas islas, isla Jeannette e isla Henriette. En junio, fue descubierta y reclamada para los EE. UU. una nueva isla, isla Bennett. En la noche del 12 de junio la presión del hielo finalmente comenzó a aplastar el casco del Jeannette. DeLong y sus hombres descargaron provisiones y equipo en el hielo y el buque se hundió la mañana del día siguiente.

### Abandono del buque y regreso por Siberia
La expedición se enfrentaba a un largo viaje a la costa siberiana, con pocas esperanzas incluso de ser luego rescatados. No obstante, empezaron a arrastrar sus tres pequeños botes y suministros en dirección al delta del río Lena. Después de alcanzar varias islas pequeñas en el grupo de Nueva Siberia y obtener algo de comida y descanso, alcanzaron aguas abiertas el 12 de septiembre y se embarcaron en los botes con la esperanza de alcanzar el continente. En medio de una tormenta, una de las embarcaciones se perdió y se cree que zozobró y se hundió, ya que desapareció sin dejar rastro y nunca fue encontrada. Las otras dos, al mando de DeLong y del ingeniero jefe George W. Melville, sobrevivieron a las malas condiciones meteorológicas, y arribaron al delta, aunque en puntos muy distantes entre sí. 
La partida encabezada por DeLong comenzó una larga caminata tierra adentro sobre los pantanos, parcialmente helados del delta, en espera de encontrar asentamientos nativos, y uno por uno los hombres murieron de inanición y por las duras condiciones. Finalmente, DeLong envió a los dos más fuertes por delante para buscar ayuda, pero a pesar de que finalmente encontraron un asentamiento y volvieron en su socorro, hallaron a DeLong y sus compañeros muertos de inanición en la tundra siberiana, cerca de Mat Vay, Yakutsk. (Véase: William Henry Gilder)

### Los intentos de rescate de Melville
En el ínterin, el intrépido Melville y su partida habían encontrado una aldea nativa en el otro lado del delta y fueron rescatados. Melville entonces partió para Belun, un puesto de avanzada de Rusia, donde encontraron a los dos supervivientes del bote de DeLong, y convenció a un grupo de nativos para ir con él en busca de su comandante. Encontraron afortunadamente el lugar de arribada en el Lena y recuperaron el diario del USS Jeannette y otros documentos y registros importantes, pero regresaron a Belun el 27 de noviembre sin localizar a DeLong. Conservando solamente dos de los miembros de su partida, Melville regresó al norte una vez más, y finalmente encontraron los cadáveres de DeLong y sus dos compañeros el 23 de marzo de 1882 y construyeron un gran cairn (una pila de piedras) sobre la tumba de sus amigos.
Antes de salir de Siberia, Melville hizo un intento de encontrar los restos del tercer bote del Jeannette, aunque la posibilidad de encontrar supervivientes era muy pequeña. Regresó decepcionado a Irkutsk, la capital de Siberia, el 5 de julio de 1882, casi 3 años desde su salida de San Francisco en el Jeannette. Los resultados de la expedición, tanto meteorológicos y geográficos, fueron importantes. Melville fue honrado con razón por su valentía y tenacidad, y el nombre de George Washington DeLong es considerado como uno de los héroes entre las filas de los exploradores de la Marina. Finalmente, el viaje se cobró la vida de diecinueve miembros de la expedición, sin contar los de otros hombres perdidos durante las operaciones de búsqueda.

## Consecuencias

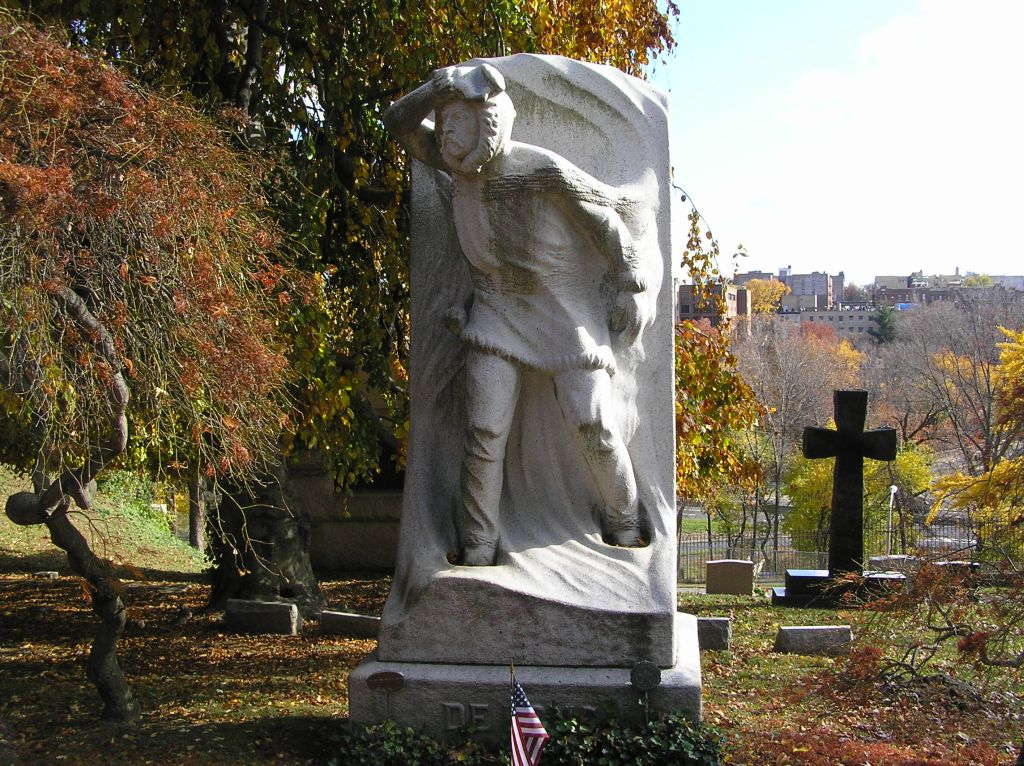
La tumba de George Washington DeLong en el cementerio Woodlawn, del Bronx, en Nueva York.

Se intentaron varias expediciones de búsqueda y rescate, incluidas una con el cútter USRC Thomas Corwin, y otra del vapor ballenero USS Rodgers.
En 1890, los oficiales y hombres de la Marina de los Estados Unidos dedicaron un monumento de granito y mármol en memoria del teniente George Washington DeLong y de la tripulación del USS Jeannette. Se realizó un diseño que reproducía en granito y mármol el «cairn» siberiano y fue erigido en el cementerio de en la Academia Naval de Annapolis, sobre el río Severn. Se recuperaron los cuerpos de DeLong y cinco de sus hombres, que están enterrados en el cementerio Woodlawn, del Bronx, en Nueva York. 
Mucho tiempo después del suceso, algunos restos de la Jeannette fueron encontrados en el lado americano del Océano Ártico. Esos restos alertaron a Fridtjof Nansen y le permitieron elaborar su hipótesis de que el hielo del océano Ártico estaba en constante movimiento, partiendo de la costa de Siberia hacia la costa de América. Para probar esta hipótesis, Nansen planificó y llevó a cabo la expedición del Fram, que confirmó la propuesta de la deriva marina del hielo en el Ártico.

## Reconocimientos
Un subgrupo del archipiélago de las islas de Nueva Siberia lleva su nombre, islas De Long, que incluye las tres islas descubiertas por la expedición: isla de Bennet, isla Jeannette e isla Henriette. También lleva su nombre el Estrecho de De Long, un estrecho que separa la isla de Wrangel de la parte continental de Siberia y que conecta el mar de Chukotka y el mar de Siberia Oriental.
Dos buques de la Armada de los EE. UU. fueron nombrados en su honor, USS DeLong, así como las montañas DeLong en el noroeste de Alaska.

## Grabados de la expedición

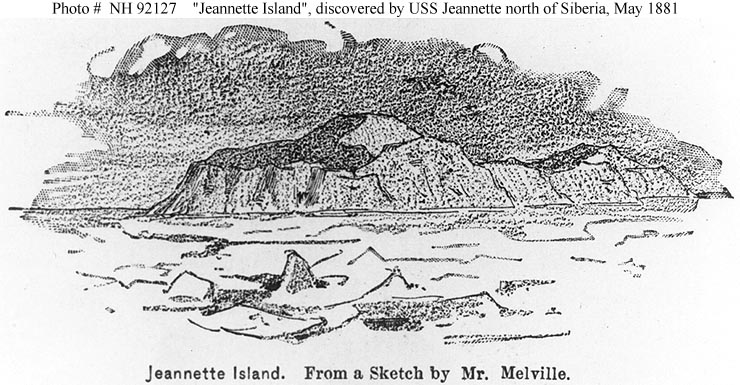
isla Jeannette
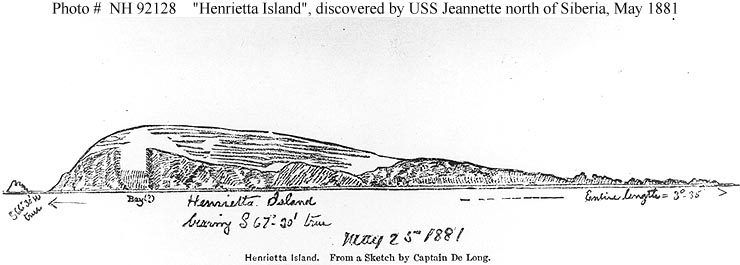
isla Henriette
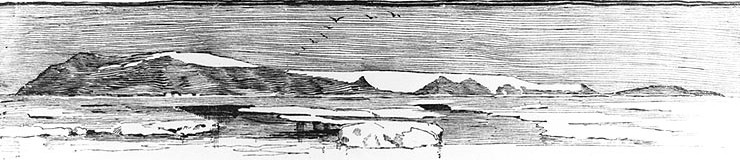
isla de Bennett